# Saint-Julien-la-Geneste
Saint-Julien-la-Geneste é uma comuna francesa na região administrativa de Auvérnia-Ródano-Alpes, no departamento Puy-de-Dôme. Estende-se por uma área de 11,55 km². Em 2010 a comuna tinha 124 habitantes (densidade: 10,7 hab./km²).